# Marilyn Manson

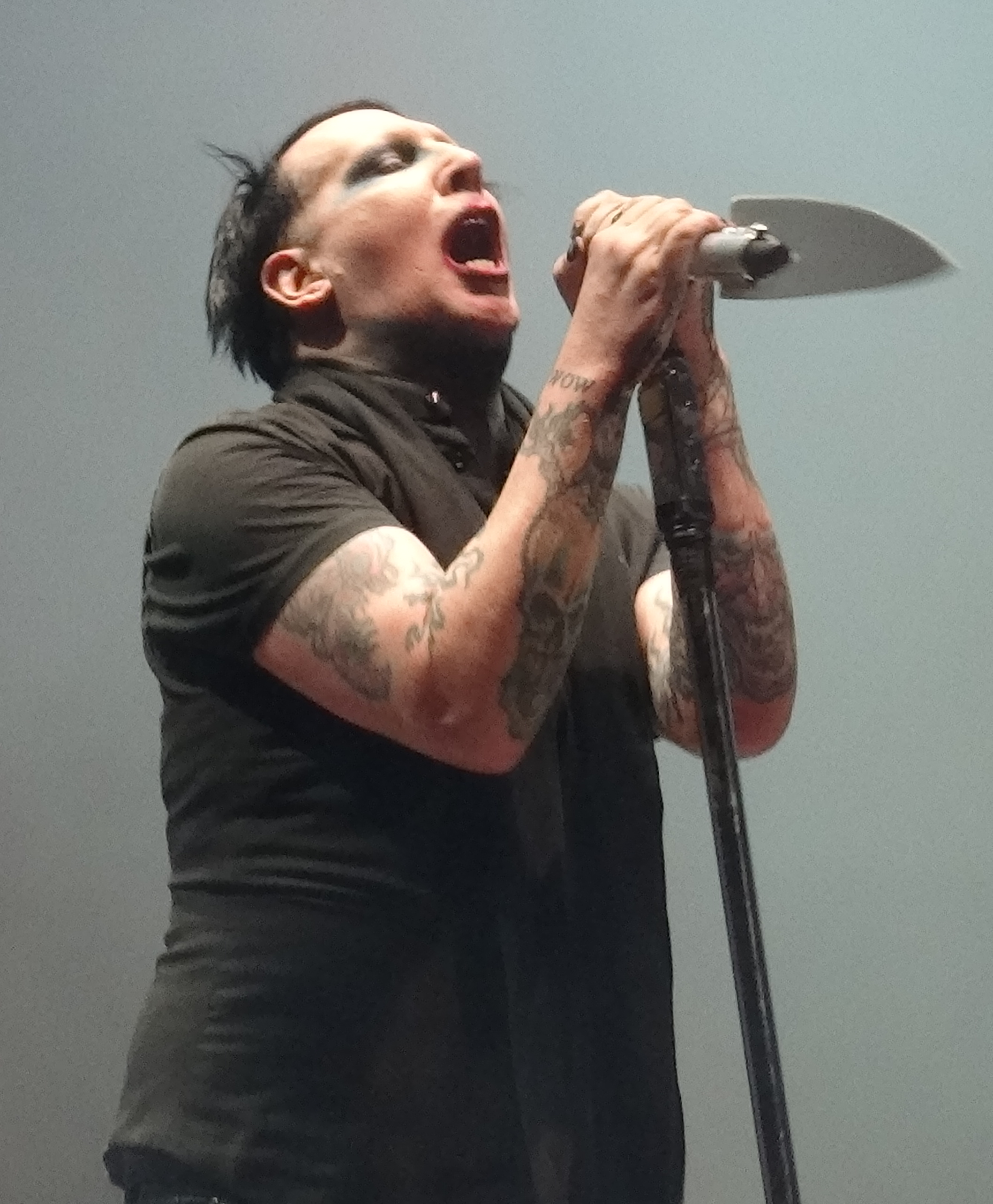
Marilyn Manson 2017 im Ippodromo delle Capannelle in Rom.

Marilyn Manson (* 5. Januar 1969 in Canton, Ohio, als Brian Hugh Warner) ist ein US-amerikanischer Musiker, Sänger, Künstler, Schauspieler und Mitgründer der gleichnamigen Rockband Marilyn Manson.

## Biografie
Brian Hugh Warner wurde als Sohn von Barbara (geborene Wyer, gestorben im Mai 2014) und Hugh Warner (gestorben am 8. Juli 2017) in Canton, Ohio, geboren. Sein Vater hatte als Hubschrauberpilot im Vietnamkrieg gedient und arbeitete später als Möbelverkäufer, seine Mutter als Krankenpflegerin. Er besuchte die Heritage Christian School, eine streng christliche Privatschule, später eine öffentliche Schule. Laut Warners offizieller Autobiografie The Long Hard Road Out of Hell war diese Zeit sehr prägend für ihn und beeinflusste seine religiösen und politischen Ansichten beträchtlich. Schon in seiner Schulzeit tauchte der Begriff des „Antichristen“ häufig auf und ist in seiner späteren Zeit als Musiker besonders oft wiederzufinden. Früh entwickelte Warner eine Vorliebe für Hard Rock, durch das 1977 erschienene Album Love Gun wurde Brian Warner Fan der Rockband Kiss und Mitglied in deren Fanclub Kiss Army. Das erste Rockkonzert, das Warner zusammen mit seinem Vater besuchte, war 1977 ein Konzert von Kiss. Bilder zeigen den jungen Warner auch geschminkt als Peter Criss.
Seit Geburt leidet Marilyn Manson an dem Wolff-Parkinson-White-Syndrom, einer Erbkrankheit, die er von seinem Vater vererbt bekam und die sich symptomatisch in einem beschleunigten und unregelmäßigen Herzschlag äußert. Darüber hinaus leidet der Rockmusiker seit einer gewalttätigen Auseinandersetzung im Jugendalter an einer Kraniomandibulären Dysfunktion, einer Fehlfunktion der Kiefergelenke, die Kopfschmerzen sowie Gelenkentzündungen und Verspannungen im Kiefer verursacht. Von 1992 bis 1997 führte er eine Liebesbeziehung mit Melissa „Missi“ Romero, die während der Aufnahmen zum Studioalbum Antichrist Superstar von ihm schwanger wurde, jedoch entschieden sich beide dafür, das Kind nicht zur Welt zu bringen, sondern die Schwangerschaft im vierten Monat abzubrechen.
In der Schule verdiente er sich Geld dazu, indem er unerlaubt mit Tonträgern und Süßigkeiten handelte. Eine Reihe von Ereignissen führte dazu, dass der junge Warner tiefen Groll gegen seine streng religiöse Schule Heritage Christian School entwickelte und am Ende vieles tat, um die Schulleitung zu provozieren und von der Schule suspendiert zu werden. Nach eigenen Angaben fand er schon früh daran Gefallen, aufzufallen und sich in den Köpfen der Menschen einzuprägen. Im Schulunterricht unternahmen seine Lehrer den Versuch, anhand von Beispielen wie Led Zeppelin, Black Sabbath und Alice Cooper zu demonstrieren, welche unterschwelligen satanischen Botschaften diese Rockmusiker verbreiten, wenn man deren Schallplatten rückwärts laufen lässt. In seiner erstmals 1998 erschienenen Autobiographie The Long Hard Road out of Hell schreibt Brian Warner: „Die extremste Musik mit der satanischsten Message war gerade gut genug für mich, allein schon deshalb, weil sie verboten war.“ An anderer Stelle schildert Warner in dem Buch Sex, Drogen, Rockmusik das Okkulte: „Danach musste ich nicht mehr suchen. Es hatte mich längst erreicht und mich in seinen Bann gezogen.“ Darüber hinaus verkaufte Warner, inspiriert vom Mad-Magazin, unerlaubterweise eine selbst verfasste und gedruckte Satirezeitschrift namens Stupid, in der Kotstudien und eine gezeichnete Sexspielzeug-Abenteuer-Ausrüstung standen, auf dem Schulhof für 25 Cent das Exemplar, sowie eigens aufgenommene Kassetten mit Ulk-Telefonanrufen von ihm und seinem Cousin Chad. Als Jugendlicher verspürte Brian Warner einen inneren Drang zu selbstverletzendem Verhalten, weshalb er sich mit einem Taschenmesser die Unterarme aufritzte. Neben seinen zahlreichen Tätowierungen ist sein Körper deshalb von etlichen Narben aus dieser Zeit übersät.
Da sein Vater Hugh Warner, der im Vietnamkrieg zu den Ranch Hands gehörte, als Soldat mit großen Mengen des als Entlaubungsmittel verwendeten Herbizids Agent Orange in Berührung gekommen war, mussten er und sein Sohn Brian sich jährlich medizinisch auf Folgeschäden untersuchen lassen. Aufgrund eines Kriegstraumas wachte sein Vater häufig nachts aus dem Schlaf auf und zertrümmerte Gegenstände im Wohnhaus. In einer Grube, die sich in der Nähe des elterlichen Hauses befand, brachte Hugh Warner seinem Sohn Brian das Schießen mit einem Gewehr bei, das er einst einem toten Vietkong-Soldaten entrissen hatte.
Nachdem er mit seinen Eltern nach Fort Lauderdale, Florida, umgezogen war, besuchte er das Broward Community College, um dort Journalismus und Theater zu studieren. Bevor er die Band Marilyn Manson gründete, deren ursprünglicher Name Marilyn Manson and the Spooky Kids lautete, schrieb er Gedichte und Kurzgeschichten und war als Musikjournalist beim Magazin 25th Parallel tätig. Wirtschaftlich konnte dieses Magazin nur überleben, indem die beiden Herausgeber die Musikplatten, die das Magazin als kostenlose Rezensionsexemplare von Plattenfirmen zugeschickt bekam, weiterverkaufte und mit dem Erlös die Verlagskosten beglich. Als Reporter interviewte Warner etliche Rockmusiker wie Debbie Harry, die Red Hot Chili Peppers, den Punk-Manager Malcolm McLaren und Trent Reznor von Nine Inch Nails, lange bevor Brian Warner als aktiver Musiker mit Reznor eine Zusammenarbeit einging, und seine Idole von Kiss. Er selbst sagte, dass einige dieser Interviews sehr enttäuschend und desillusionierend für ihn waren, da ihm klar wurde, wie unecht vieles im Musikgeschäft sei und dass die meisten Rockmusiker nichts zu sagen hätten.
1994 erschien mit Portrait of an American Family das Debütalbum unter dem Bandnamen Marilyn Manson. Im selben Jahr wurde Warner von Anton Szandor LaVey zum Priester der Church of Satan ernannt. In seiner Autobiografie The Long Hard Road out of Hell, die 1998 erstmals im englischsprachigen Original erschien, erklärt Marilyn Manson in Bezug auf LaVey als Verfasser der Satanischen Bibel: „Ich bin alles andere als ein Wortführer des Satanismus und nie einer gewesen. Seine Lehren haben aber einen großen Einfluss auf mein Denken ausgeübt, genauso wie Dr. Seuss, Dr. Hook, Nietzsche und die Bibel, an die ich auch glaube, obwohl ich im letzteren Fall natürlich meine ganz eigene Auslegung habe.“
Mitte der 1990er Jahre unternahm die Band Marilyn Manson erste größere Tourneen im Vorprogramm von Nine Inch Nails und Danzig durch die Vereinigten Staaten, was die Popularität der Rockband steigerte. Zeitgleich machte Bandchef Marilyn Manson erste Erfahrungen mit dem Konsum von Drogen wie LSD, Kokain, psychoaktiven Pilzen und dem Missbrauch von Schmerzmitteln wie Morphium sowie mit den daraus resultierenden gesundheitlichen Problemen, etwa nach einer Überdosis.

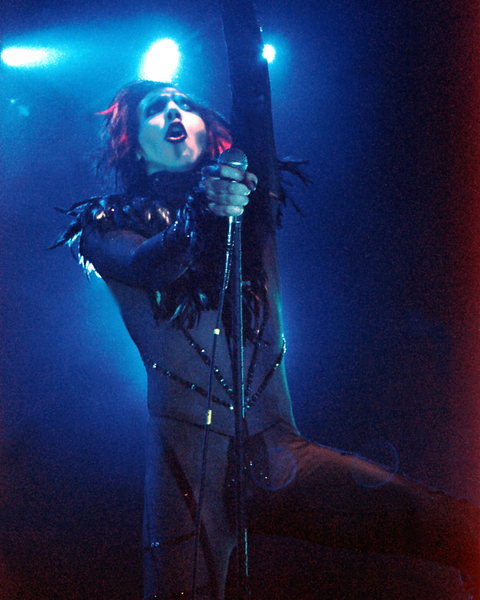
Manson während der Mechanical-Animals-Tour im Jahr 1998

Während der Aufnahmen zum Album Mechanical Animals (1998) begann Warner auch zu malen und seine Bilder in Ausstellungen zu präsentieren. Er spielte 1997 im David-Lynch-Film Lost Highway eine Rolle, 1999 in Der zuckersüße Tod, 2003 in Party Monster, 2004 in The Heart Is Deceitful Above All Things, 2005 Living in Neon Dreams und 2006 in Rise. 2002 war er darüber hinaus in Michael Moores Dokumentarfilm Bowling for Columbine zu sehen. Weitere Film- und Fernsehrollen folgten. 2010 stellte Warner seine Aquarelle im „project space“ der Kunsthalle Wien aus. 2014/2015 folgte im Flatz-Museum in Dornbirn die Ausstellung „Autopsie: Arbeiten auf dünnem Papier“. Eine zentrale Arbeit bildete hier Warners Porträt der 1947 in Los Angeles grausam ermordeten Elizabeth Short, die als „Black Dahlia“ mehrere Krimi-Autoren und Filmregisseure inspiriert hat.
Warner war von 1998 bis 2001 mit Rose McGowan verlobt. Am 3. Dezember 2005 heiratete Warner seine langjährige Freundin Dita Von Teese auf dem irischen Anwesen von Gottfried Helnwein, jedoch reichte Von Teese am 29. Dezember 2006 die Scheidung ein. Mitte des Jahres 2007 wurde über eine Beziehung zwischen Warner und der Schauspielerin Evan Rachel Wood berichtet. Das Paar trennte sich zunächst im November 2008 und endgültig im August 2010.
Im April 2001 kam Jennifer Syme, die damalige Freundin von Keanu Reeves, bei einem Autounfall nach einer Party bei Warner ums Leben. Ein Jahr danach erhob ihre Mutter am 2. April 2002 in Los Angeles Klage gegen Warner. Der Musiker habe sie mit Drogen versorgt und anschließend Auto fahren lassen, so der Vorwurf. In einer ersten Stellungnahme wies Warner die Klage als unbegründet zurück. Seine Anwälte bereiteten eine Gegenklage wegen übler Nachrede vor. Über sein Label Posthuman Records nahm Warner zu den Vorwürfen Stellung: „Nachdem Jennifer von einem ausgesuchten Fahrer sicher nach Hause gebracht worden war, hat sie sich später aus nur ihr bekannten Gründen hinter das Steuer ihres Wagens gesetzt. Ihr Tod ist traurig und tragisch.“ Er trage dafür jedoch keine Verantwortung. Die Polizei hatte im Wagen der Verstorbenen Medikamente und illegale Rauschmittel gefunden. Laut den Behörden wurde in den Beipackzetteln der Arzneien ausdrücklich auf eine mögliche Beeinträchtigung der Fahrtüchtigkeit hingewiesen. In Symes Blut wurde zudem ein hoher Gehalt an Kokain festgestellt. Zusätzlich sei die junge Frau auf der Rückfahrt zu Warners Party nicht angeschnallt gewesen.

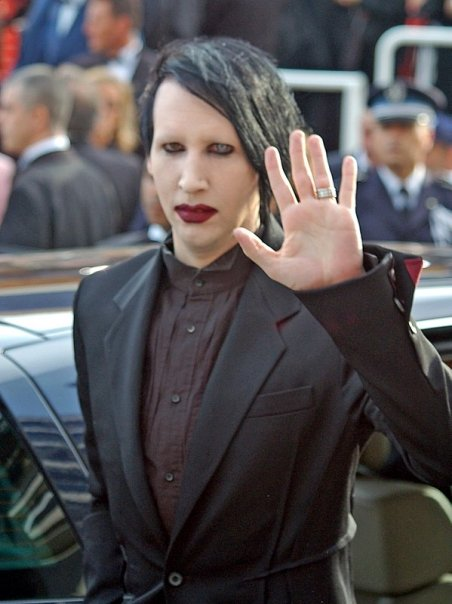
Marilyn Manson bei den Filmfestspielen von Cannes 2006

2007 lancierte Warner in Zusammenarbeit mit der Destillerie Matter-Luginbühl AG und der Lion Spirits GmbH aus Deutschland in der Schweiz einen Absinth, an dessen Entwicklung er maßgeblich teilnahm und dem er den Namen Mansinthe gab. Auf der San Francisco World Spirits Competition, einem weltweiten Wettbewerb für Schnäpse und Liköre, gewann dieser Absinth 2008 eine Goldmedaille.
Ab 2008 plante Warner die Dreharbeiten für den Film Phantasmagoria, bei dem er als Regisseur und Hauptdarsteller agieren sollte. Der Film sollte vom Mathematiker Lewis Carroll handeln, der durch sein Buch Alice im Wunderland bekannt ist. 2015 erklärte Warner auf Reddit, dass das unfertige Filmprojekt trotz eines erschienenen Trailers eingestellt wurde.
Ende 2014 veröffentlichte Emigrate auf dem Album Silent So Long ein Duett mit Marilyn Manson mit dem Titel Hypothetical. Im Oktober desselben Jahres veröffentlichte Marilyn Manson mit Third Day of a Seven Day Binge als kostenlosen Download den ersten Vorboten des neunten Studioalbums The Pale Emperor. Am 16. Dezember 2014 erschien die Lead-Single des Albums, Deep Six. The Pale Emperor erschien im Januar 2015, gefolgt von der The Hell Not Hallelujah Tour. Auch im Folgejahr spielte Manson regelmäßig Konzerte, darunter eine Co-Headliner-Tour mit Slipknot. Im Sommer 2016 kündigte Manson bei der Verleihung der Alternative Press Music Awards 2016 (er selbst gewann einen „Icon-Award“) sein zehntes Studioalbum SAY10 für den Valentinstag 2017 an. Das Album wurde am 14. Februar 2017 nicht veröffentlicht, und auch in den folgenden Wochen äußerte sich Warner nicht konkret zum Erscheinen des Albums. Es erschien letztlich am 6. Oktober 2017 mit dem Namen Heaven Upside Down.

## Missbrauchsvorwürfe
Am 1. Februar 2021 veröffentlichte die Schauspielerin Evan Rachel Wood, mit der Warner mehrere Jahre (bis 2010) liiert war, auf Instagram ein Statement, in dem sie angibt, von ihm mehrere Jahre auf multiple Weise missbraucht worden zu sein. Weitere vier Frauen schlossen sich noch am selben Tag Woods Anschuldigungen an. Innerhalb eines Tages nach den Anschuldigungen widersprach Warner diesen. Die Plattenfirma Loma Vista Recordings kündigte, ebenfalls innerhalb eines Tages nach den Anschuldigungen, die Zusammenarbeit mit ihm auf. Nur einen Tag später trennte sich auch die Künstleragentur CAA von dem Musiker, und auch aus bereits aufgezeichneten Folgen von American Gods und Creepshow wurde Manson nachträglich herausgeschnitten. Am 4. Februar äußerte sich Mansons Ex-Frau Dita Von Teese, dass die öffentlich gemachten Details nicht mit ihren persönlichen Erfahrungen während der sieben Jahre, die sie und Manson ein Paar waren, zusammenpassen würden. Sie betonte, dass „Missbrauch jeglicher Art […] keinen Platz in einer Beziehung“ habe. Am 19. Februar 2021 leitete das Los Angeles County Sheriff’s Department ein Ermittlungsverfahren gegen Manson wegen häuslicher Gewalt ein. Am 1. Mai 2021 wurde bekannt, dass auch die Schauspielerin Esmé Bianco wegen „Körperverletzung, Vergewaltigung und anderer Vergehen gegen die sexuelle Selbstbestimmung“ im Zeitraum zwischen 2009 und 2011 Zivilklage gegen Manson erhoben hat.
Eine Klage des Models Ashley Morgan Smithline, die mit Manson zwei Jahre zusammen war, wurde im Dezember 2022 wegen Fristversäumnis abgewiesen. Im Februar 2023 erklärte Smithline, ihre bisher erhobenen Vorwürfe der sexuellen Nötigung, des psychischen und physischen Missbrauchs würden nicht stimmen. Sie habe dem Druck von Wood und anderen Frauen wie Esmé Bianco nachgegeben, um Manson zu beschuldigen. Wood bestreitet die Vorwürfe. Stand Februar 2023 laufen gegen Manson noch drei Missbrauchsklagen; von Wood, Bianco und einer anonymen Klägerin.

## Namensursprung
Der Künstlername Marilyn Manson stellt eine Zusammensetzung aus den Namen der Schauspielerin Marilyn Monroe einerseits und des Kriminellen Charles Manson andererseits dar. Damit soll die untrennbare Zusammengehörigkeit von Gut und Böse verdeutlicht werden. Warner spricht von zwei „magischen Worten“, die die amerikanische Kultur widerspiegelten und als solche bereits für seine Kindheit prägend waren.

## Diskografie
Für eine ausführliche Diskografie von Marilyn Mansons gleichnamiger Band siehe Marilyn Manson (Band)/Diskografie.

## Filmografie (Auswahl)
- 1997: Lost Highway
- 1999: Der zuckersüße Tod (Jawbreaker)
- 2000: Clone High
- 2002: The Hire: Beat the Devil
- 2002: Bowling for Columbine
- 2003: Party Monster
- 2003: Doppelherz (auch Regie)
- 2004: The Heart Is Deceitful Above All Things
- 2006: Rise: Blood Hunter (Rise)
- 2013: Wrong Cops – Von Bullen und Biestern (Wrong Cops)
- 2013: Californication (Fernsehserie, 2 Folgen)
- 2014: Sons of Anarchy (Fernsehserie, 6 Folgen)
- 2016: Let me make you a Martyr
- 2016–2017: Salem (Fernsehserie, 6 Folgen)
- 2020: The New Pope (Fernsehserie, 1 Folge)
- 2020: The New Mutants (Stimme)
- 2021: American Gods (Fernsehserie, 2 Folgen)

## Bücher
- Marilyn Manson und Neil Strauss: The Long Hard Road Out Of Hell. Hannibal Verlag, Höfen 2012, ISBN 978-3-85445-407-6 (Originalausgabe: The Long Hard Road Out Of Hell).
- Marilyn Manson und David Lynch: Genealogies of Pain. Verlag für moderne Kunst, Nürnberg 2010, ISBN 978-3-86984-129-8. (Deutsch-/englischsprachiger Katalog zur Ausstellung in Wien mit Aquarellen von Marilyn Manson).